# Signy-Station
Koordinaten: 60° 42′ 31,5″ S, 45° 35′ 43,5″ W

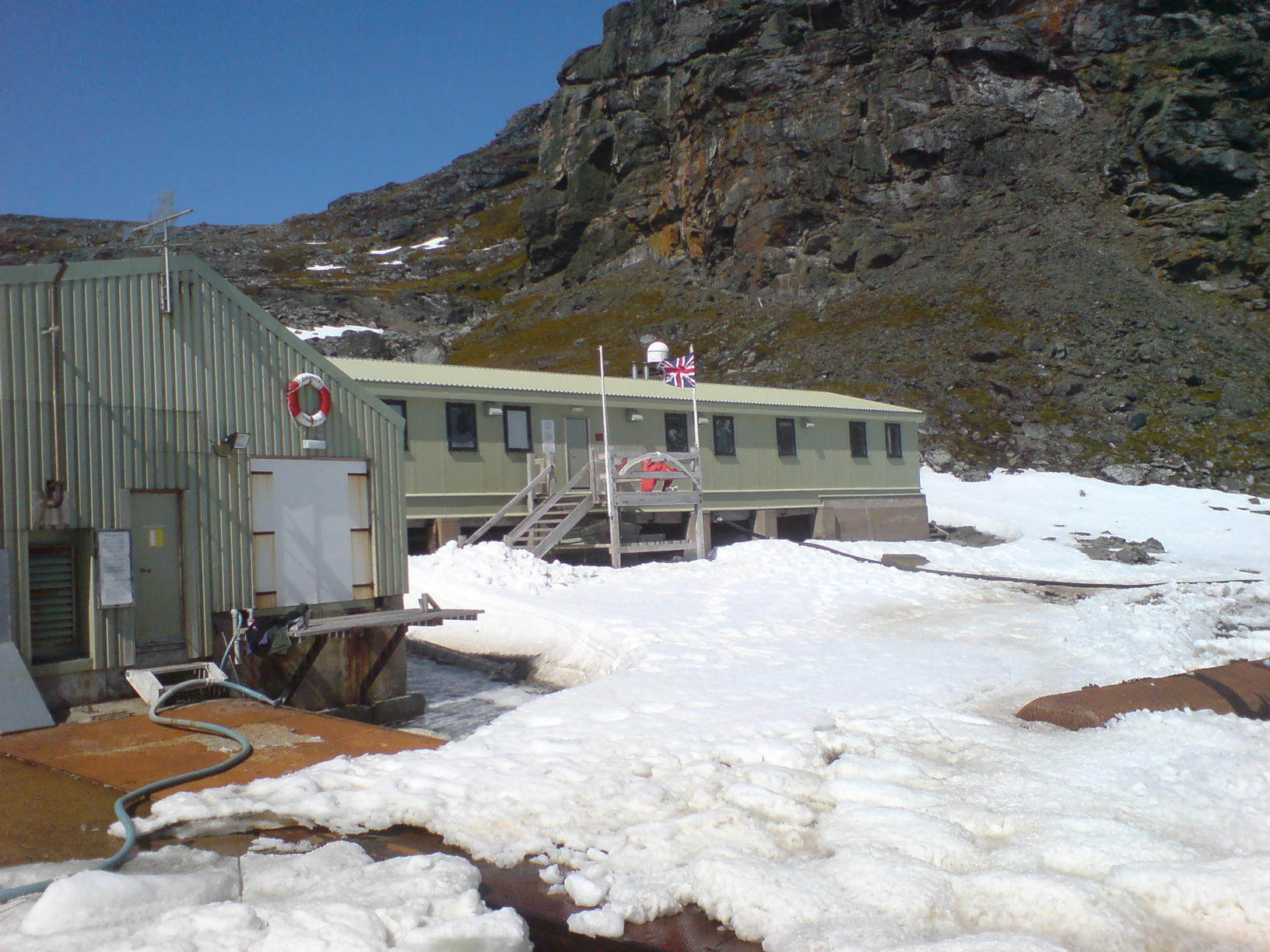
Die Signy-Station im Jahr 2006.

Die Signy Research Station (ursprünglich Station H) ist eine Antarktis-Station des Vereinigten Königreichs.
Signy wurde 1947 als meteorologische Station erbaut. Genutzt wurde sie vom 18. März 1947 bis zum 13. April 1996. Bis zum Jahre 1995 war Signy-Station Zentrum der biologischen Forschungen des British Antarctic Survey (BAS). 1995 wurde der maritime Teil der Forschungen nach Rothera-Station verlegt. Seit Sommer 1996–97 wird Signy nur noch in der Sommersaison genutzt.

## Lage
Die Station befindet sich auf Signy Island, einer kleinen subantarktischen Insel der südlichen Orkneyinseln. Sie liegt am Ostufer des Kopfendes der Factory Cove. 

## Geschichte
Das ursprüngliche Gebäude wurde auf Berntsen Point errichtet und erhielt den Namen „Clifford House“, benannt nach Sir Miles Clifford, Gouverneur der Falklandinseln von 1947 bis 1954. In den ersten Jahren ihres Bestehens wurde die Station systematisch erweitert. Bis 1950 wurden mehrere Labore sowie die Haupthütte gebaut. 
Im Sommer 1955 wurde das Haupthaus gebaut, das Tønsberg House, benannt nach dem Walfang-Unternehmen Tønsbergs Hvalfangeri und errichtet an der Stelle, an der früher die alte Walfang-Station des Unternehmens stand. Neue Wohnräume, Labore und Taucheinrichtungen wurden ebenfalls hinzugefügt.
Die Tauch- und Laboreinrichtungen wurden im Sommer 1980 abermals erneuert. Dazu wurde ein komplett neues Gebäude errichtet, das Sørlle House. Benannt ist es nach der Familie Sørlle. Petter Sørlle (1884–1933) war ein Walfang-Kapitän, der die südlichen Orkneyinseln erforschte und Signy-Island nach seiner Frau benannte. Das Sørlle House wurde im Mai 1995 wieder abgerissen.
Von 1996 bis 1997 erfolgte schließlich der letzte Umbau zur reinen Sommerstation für Erd- und Süßwasser-Biologie. Das neue Hauptgebäude, das wieder Sørlle House genannt wurde, besitzt Wohnräume, Labore und Büros.

## Heutige Nutzung
Signy Base ist aktuell von November bis April (also im antarktischen Sommer) geöffnet und beherbergt maximal acht bis zehn Personen. Automatische Kameras zeichnen das ganze Jahr über die Eis-Verhältnisse in Factory Cove auf, um die 50-jährigen Aufzeichnungen weiterzuführen, die während der früheren ganzjährigen Nutzung der Station begonnen wurden.
Die Station sammelt außerdem Daten über Robben- und Pinguin-Biologie für CCAMLR.
Zur Stromversorgung werden zwei Generatoren genutzt, die mit Öl betrieben werden. Signy wird über Schiffe, die fünfmal pro Saison dort landen, mit Vorräten und Materialien versorgt.